# 305661 Joejackson
305661 Joejackson è un asteroide della fascia principale. Scoperto nel 2009, presenta un'orbita caratterizzata da un semiasse maggiore pari a 2,3976298 UA e da un'eccentricità di 0,1954271, inclinata di 1,12720° rispetto all'eclittica.
L'asteroide è dedicato al cantante, musicista e compositore britannico Joe Jackson.